# Christos Christoforidis
Christos Christoforidis (grekiska: Χρήστος Χριστοφορίδης), född 31 december 1981 i Norrköping, är en svensk före detta fotbollsspelare (anfallare).
Christoforidis är född i Norrköping. Han hade Smedby AIS som moderklubb. Fortsatte sedan i klubben IF Sylvia i hemstaden. Christoforidis gjorde sig ett namn i Assyriska FF, där den mest minnesvärda stunden var målen mot Djurgårdens IF i semifinalen av Svenska cupen 2003 på Stockholms Stadion.
Sedan Assyriska hade lyckats ta sig upp till Allsvenskan 2005 efter Örebro SK:s tvångsnedflyttning till Superettan lämnade Christoforidis det svenska seriespelet för grekiska AEK Aten. Efter den avslutande delen av säsongen blev det ett byte till klubben Apollon Kalamarias, som också spelade i den grekiska högstadivisionen. Nästa säsong, 2006/07, blev det spel i Messiniakos, som även lockade till sig svenskarna Abgar Barsom och Elias Storm i januari 2007. 
I juli 2007 skrev han på för 2,5 år med allsvenska klubben GAIS. Men i GAIS lyckades inte Christoforidis, varpå han blev utlånad till Syrianska FC sommaren 2008. Hos Syrianska FC hann Christoforidis spela en seriematch innan han blev långtidsskadad (knäskadad). Sommaren 2009 återvände Christoforidis till Syrianska, (då i Superettan), och det blev 6 matcher samt ett mål.
I mars 2010 gick Christoforidis till division 2-klubben FK Linköping, där han skrev på ett korttidskontrakt fram till sommaren. I juli 2010 förlängde kontrakt över resten av säsongen. I januari 2011 gick han till Assyriska IF. I juli 2011 återvände han till FK Linköping.

## Meriter
- Finalist i Svenska cupen 2003 (med Assyriska FF, förlust 0-2 mot IF Elfsborg)

## Seriematcher och mål
- 2011 (höst) - / - (Division 3, FK Linköping)
- 2011 (vår) - / - (Division 2, Assyriska Norrköping)
- 2010 - / - (Division 2, FK Linköping)
- 2009 (höst): 6 / 1 (Superettan, Syrianska FC)
- 2008 (höst): 1 / 0 (Division 1, Syrianska FC)
- 2008 (vår): 2 / 0 (Allsvenskan, GAIS)
- 2007 (höst): 9 / 3 (Allsvenskan, GAIS)
- 0607: ? (Messiniakos)
- 0506: ? (Apollon Kalamarias)
- 0405: ? (AEK Aten)
- 2004: 6 / 3 (Superettan, Assyriska FF)
- 2003: 25 / 12 (Superettan, Assyriska FF)
- 2002: 19 / 7 (Superettan, Assyriska FF)
- 2001: 26 / 2 (Superettan, IF Sylvia)